# Roland Raforme
Roland Bernard Raforme (* 5. April 1966) ist ein ehemaliger seychellischer Boxer.

## Sport
Raforme trat bei den Olympischen Sommerspielen 1992 in Barcelona und den 1996 in Atlanta an. 1992 erreichte er im Halbschwergewichtsturnier das Viertelfinale, wo er von Zoltán Béres aus Ungarn nach Punkten geschlagen wurde. Vier Jahre später wurde er ebenfalls im Halbschwergewichtsturnier bereits in der ersten Runde von Troy Amos-Ross geschlagen. Bei den Commonwealth Games 1998 gewann Raforme die Silbermedaille im Schwergewicht, nachdem er im Finale gegen Mark Simmons aus Kanada verloren hatte. Davor war er auch bei den Commonwealth Games 1994 in Victoria, Kanada, angetreten.
Raforme war zudem Fahnenträger für die Seychellen bei der Eröffnungszeremonie der Olympischen Sommerspiele 1992.